# Lex Julia et Papia Poppaea
A lex Julia et Papia Poppaea (magyarosan lex Julia és Papia Poppaea) nevezetes római törvény volt az ókori Rómában, Augustus idejéből. A XII tábla után hozott törvények között után ez volt a legterjedelmesebb. Montesquieu szerint a családi élet emelésére hivatott törvény  a legszebb darabja a római törvényhozásnak.
A korábban hozott és belefoglalt lex Juliaval együtt, az volt a célja, hogy a nőtlenségnek és gyermektelenségnek elejét vegye. Mindkét törvényt mint lex Julia et Papia Poppaeát foglalták egybe a Kr. u. 9. évben, Augustus császár 20 éven át tartó fáradozása eredményeképpen. A lex Julia et Papia Poppaeaannak, akinek Rómában 3, vagy Itáliában 4, vagy a provinciákban 5 gyermeke volt (jus liberorum), bizonyos terheket elengedett, pl. felmentette a gyámság alól. A házasoknak külön ülőhely jutott a színházban; ők és a gyermekekkel megáldottak előnyben részesültek, ha állami hivatalért pályáztak. A nőtlenek, illetve hajadonok (coelibes), akárcsak a  25—60 éven aluli férfiak és 20—50 éven aluli nők, örökséget nem szerezhettek, hacsak a delatio után számított 100 napon belül házasságra nem léptek; a házas, de gyermektelen személyek (orbi) az örökségnek csak fele részét szerezhették meg; a gyermektelen házastársak egymástól vagyonuknak csak tizedrészét és a fennmaradó rész haszonélvezetének harmadrészét szerezhették meg. Az öröklésre képtelennek örökrésze caducummá lett, akárcsak a végrendeletben megnevezett örökösöknek, illetve hagyományosoknak jutott (caducorum vindicatio), ha ezeknek gyermekeik voltak (heredes patres, legatarii patres), ilyeneknek hiányában az aerarium populi Romani, később a fiscus örökölt. Constantinus és II. Theodosius ezeket a szabályokat megszüntették.